# Sofistul (Platon)
Sofistul (în greacă veche Σοφιστής) este un dialog scris de Platon.
În dialog, filosoful încearcă să localizeze specia sofistului și să îi critice caracterul negativ de vânzător de iluzii, de falsificator prin vorbe al realității. În acest dialog Platon pare a fi găsit rezolvarea la problema posibilității falsei cunoașteri, pusă în dialogul Theaitetos, tratând definirea cunoașterii, și rămasă fără soluție în acel dialog.

## Rezumat
Dialogul începe banal prin încercarea unuia din partenerii la dialog de a surprinde specia care conține acest sofist, tratat ca vânzător de false argumente, care pretinde a putea demonstra orice dar nu demonstrează nimic cu adevărat.
Pentru a-l prinde pe sofist în capcană și a-l combate, sunt propuse două mari specii de indivizi, anume cei care creează și cei care iau în stăpânire cele create, adică cei care vânează. Vânătorii sunt de cel puțin două feluri, de animale și de oameni. Vânătorii de oameni captează atenția și bogăția semenilor oferindu-le ceva util sau înșelându-i. Printre înșelători este identificat sofistul, cel care vinde sau negociază promisiuni de a învăța pe oricine orice, dar care păcălește, care oferă iluzii. Sunt identificate două categorii de falsificatori, cel care vinde discursuri politice pompoase, dar lipsite de calitate și cel care oferă în schimbul banilor tehnici argumentative incorecte, valoroase numai pentru cel naiv, nedeprins cu dialectica.
Acum dialogul începe să se complice, să devină ușor sofistic. Platon se pune în pielea sofistului și încearcă să imagineze cum anume se poate apăra acesta de învinuirea de a vinde argumente false. Sofistul platonic replică: dacă afirmația adevărată caracterizează ceea ce 'este', adică analizează și caracterizează 'ființa', falsul fiind opusul acesteia, ar aparține neființei, așadar sofistului pare a-i reveni rolul de vânzător de neființă. În concluzie a fi învinuit că vinzi neființa, ceea ce 'nu există' este absurd, iar sofistul iese de sub orice învinuire. Falsul ca opus al adevărului ar aparține logic neființei, adică nu ar exista pur și simplu, iar cel care îl învinuiește pe sofist de comerț cu neant intră în contradicție cu sine, neființa nefiind ceva.
Tot restul discursului cuprinde eforturile participanților la dialog de a demonstra că opusul ființării are și el existență, nu este ceva gol de realitate. Nucleul demonstrației constă în ideea că opusul fiecărui lucru existent nu este un lucru inexistent ci un lucru existent, distinct, dar cu calități opuse. Spre exemplu opusul frumosului este urâtul la fel de legitim participant la existență ca și frumosul, de asemeni opusul asemănătorului este neasemănătorul, aparținând lucrurilor existente.
În concluzie, opusul fiecărei determinări modale este o altă determinare cu altă particularitate, dar aparținând și ea lucrurilor existente.
În această argumentare falsul nu intră la inexistență, ci cuprinde acel teritoriu al existenței pe care se fac afirmații neconforme cu realitatea, sau neconforme cu o corectă argumentare de posibilitate-realitate.
Astfel sofistul este pus la zid, adică pus în imposibilitatea de a da replica, atunci când i se aduce învinuirea de vânzare a falsității, și anume că falsitatea ar fi opusul celor ce există, deci ceva inexistent.